# Notre-Dame de l’Assomption (Palinges)

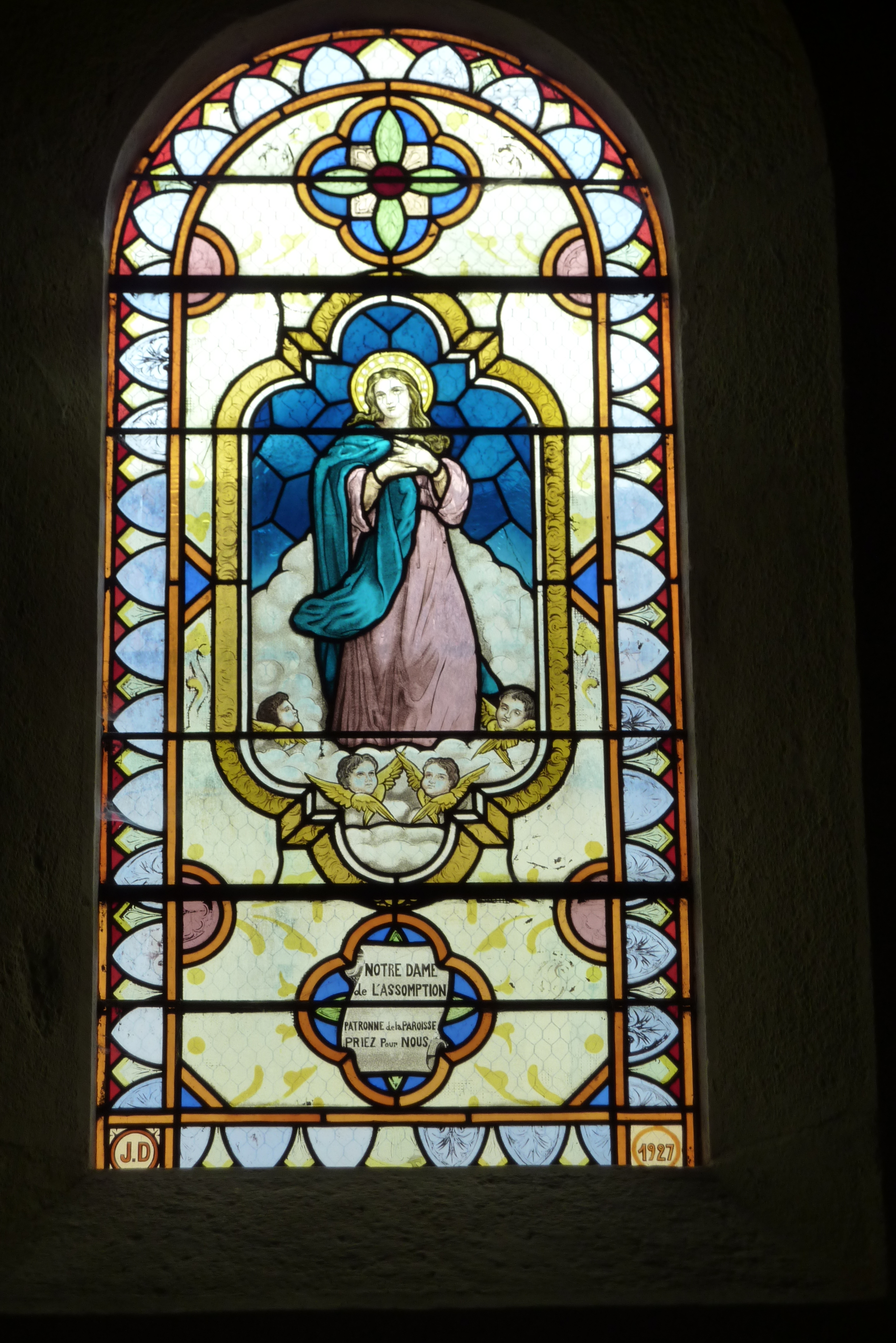
Fenster mit der Darstellung der Himmelfahrt Mariens

Notre-Dame de l’Assomption in Palinges, einer Gemeinde im Département Saône-et-Loire in der Region Burgund (Frankreich), ist eine Pfarrkirche, die im 12. Jahrhundert errichtet wurde.

## Geschichte
Vor der Französischen Revolution gehörte die Gemeinde von Palinges zum Archidiakonat von Perrecy-les-Forges und unterstand dem Bischof von Autun. Der Lehnsherr war der Baron von Digoine. Da die Kirche im 19. Jahrhundert für die Gemeinde zu klein geworden war, wurde ein größeres Langhaus errichtet.
Die Kirche von Palinges wurde im 19. Jahrhundert zum großen Teil im neoromanischen Stil neu gebaut. Aus der Zeit der Romanik besitzt sie noch das Querschiff, die Apsiden und den Glockenturm.

## Architektur
Das Hauptportal mit einem weißen Tympanon wird von drei Rundbogenwölbungen umrahmt, die auf Säulen mit Pflanzenkapitellen ruhen. Über dem Portal befindet sich eine Rosette, die der Empore Licht gibt.
Das Langhaus wurde 1858 neu errichtet und besitzt sechs Joche. Das romanische Querschiff ist nicht vorspringend. Die drei halbkreisförmigen Apsiden bilden einen Apsidenkranz. Die zentrale Apsis wird von zwei etwas zurückliegenden kleineren Apsiden flankiert. Das Hauptschiff ist durch Rundbogenarkaden mit den Seitenschiffen verbunden, die auf Rundpfeilern mit skulptierten Kapitellen ruhen. Die Kapitelle besitzen Pflanzenmotive. Die Vierung wird von einer Kuppel überwölbt, die auf Trompen aufliegt. Der Chorumgang besitzt sieben kleine Rundbögen. Das Hauptschiff wird von Kreuzrippengewölben bedeckt, die auf mit Kapitellen geschmückten Pilastern ruhen.

## Ausstattung
Die Kirche besitzt zahlreiche Gipsstatuen, z. B. der Jungfrau Maria, des heiligen Josef und des heiligen Antonius von Padua. Eine Holzskulptur vom Anfang des 16. Jahrhunderts stellt Johannes den Täufer dar. Im Chor befindet sich ein Gemälde der Jungfrau Maria mit Kind. Die Bleiglasfenster, in den 1920er Jahren entstanden, zeigen Episoden aus dem Leben Jesu und der Muttergottes.

## Glockenturm
Der achteckige Glockenturm befindet sich über der Vierungskuppel. Er wird von einem achtseitigen Dach mit flachen Dachsteinen bekrönt.